# MEMORIES (辛島美登里のアルバム)
『MEMORIES』（メモリーズ）は、辛島美登里のベスト・アルバム。1991年6月21日発売。発売元はキングレコード。規格品番はKICS-113。

## 概要
公式デビュー前、キングレコード在籍時代に歌ったOVAアニメソングを集めたベスト・アルバム。
「Midnight Shout」と「Smile For You」はOVA『魔境外伝レディウス』、「Last No」と「モノローグを染めて」はOVA『聖戦士ダンバイン』より収録された。
ジャケットのイラストはゆうきまさみが描いた。

## 収録曲
全曲作詞・作曲: 辛島美登里
1. Midnight Shout[2]（3:23）
  - 作詞・作曲、編曲: 難波弘之
2. Last No[2]（4:05）
  - 編曲: 戸塚修
3. モノローグを染めて[2]（4:26）
  - 編曲: 戸塚修
4. Purple sights[2]（4:34）
  - 編曲: 加藤みちあき
5. さよならのかわりに(New Version)[2]（5:22）
  - 編曲: 大森俊之
6. 未来（あした）へのプロローグ[2]（3:21）
  - 編曲: 渡辺博也
7. Purple Sights(New Version)[2]（4:21）
  - 編曲: 大森俊之
8. Purple Sights ～冬の街へ～[2]（2:59）
  - 編曲: 加藤みちあき
9. Last No ～Instrumental～[2]（5:35）
  - 編曲: 大森俊之
10. Smile For You[2]（5:13）
  - 編曲: 難波弘之